# De avonturen van Pietje Bell
De avonturen van Pietje Bell' is een Nederlandse jeugdfilm uit 1964  van Henk van der Linden met in de hoofdrollen Jeu Consten, Hans Bost en Cor van der Linden.
Het scenario van de film is gebaseerd op de boeken rond de Rotterdamse straatjongen Pietje Bell van Chris van Abkoude. De film verscheen ook onder de titel Pietje Bell, de straatjongen. Toen de De avonturen van Pietje Bell af was kreeg de film zijn première in twee theaters, en werd vervolgens vele jaren vertoond. In totaal trok de film 240.000 bezoekers.

## Verhaal
Pietje Bell, de zoon van schoenmaker Bell is een echte kwajongen, al meent hij het niet kwaad. Zijn goede bedoelingen veroorzaken echter vaak veel overlast en wekken de woede bij de buren en de politie. Samen met zijn boezemvriendjes Peentje en Engeltje raakt Pietje regelmatig verzeild in allerlei avonturen. Als Pietje en zijn vrienden op kippenjacht gaan worden ze opgepakt door een politieagent en naar de commissaris gebracht. Gelukkig weet Pietje zichzelf en zijn vriendjes vrij te pleiten. Eenmaal weer op straat besluit Pietje om een circus op te richten, waar hij zal schitteren als een groot goochelaar. Helaas bestaat Pietjes opleiding in de magie alleen uit het observeren van een echte goochelaar en de truc mislukt niet alleen, het is tevens de oorzaak van een brand. Samen met Engeltje en Peentje weet Pietje de brand te blussen, maar ze durven nu niet naar huis. Terwijl ze zich proberen te verstoppen, belanden ze in een oude schuit. Daar treffen ze allemaal gestolen spullen aan. De spullen zijn afkomstig van het inbrekersduo Klok en Teun. Pietje en zijn vriendjes weten de twee te overmeesteren en aan de politie over te geven. Niemand praat meer over de brand en de drie vrienden keren moe maar voldaan naar huis terug.

## Rolverdeling
| Acteur             | Personage                              |
| ------------------ | -------------------------------------- |
| Jeu Consten        | Pietje Bell                            |
| Thea Eyssen        | tante Cato                             |
| Hans Bost          | Peentje                                |
| Cor van der Linden | Engeltje                               |
| No Bours           | vader Bell                             |
| Lies Bours         | moeder Bell                            |
| Michel Odekerken   | meester Fuik                           |
| Hub Consten        | commissaris van politie                |
| Frits van Wenkop   | Klok                                   |
| Herman Lutgerink   | Teun                                   |
| Toon van Loon      | kruier                                 |
| Jos van der Linden | kapper Wip                             |
| Peter Bost         | gewichtheffer in circus                |
| Harry Bost         | ophaler halters en gewichten van bühne |

## Achtergrond
Filmmaker Henk van der Linden was de zoon van een bioscoopexploitant uit Hoensbroek. Hij maakte zijn eerste film al als achttienjarige in 1944. In 1952 maakte hij op 16 mm zijn eerste lange speelfilm, nog zonder geluid. Het succes van deze film, maakte dat hij overstapte op 35 mm met geluid. Hij schreef en regisseerde vervolgens talloze speelfilms, vrijwel allemaal jeugdfilms en vaak gebaseerd op bestaande personages uit de jeugdlectuur als Dik Trom, Pietje Bell en Sjors en Sjimmie. Al zijn films nam hij op in de omgeving van zijn woonplaats Thull (destijds gemeente Schinnen) in Limburg. Ook De avonturen van Pietje Bell maakte hij in 1963 vlak bij zijn eigen huis en in de omgeving van Thull. De stem van Hans Bost, die Peentje speelt, werd nagesynchroniseerd omdat hij geen Limburgs sprak. Volgens Van der Linden deugde zijn stem daardoor niet voor de film.